# Cyrtanthus herrei
Cyrtanthus herrei là một loài thực vật có hoa trong họ Amaryllidaceae. Loài này được (F.M.Leight.) R.A.Dyer mô tả khoa học đầu tiên năm 1959.